# اروپرس
اروپرس (انگلیسی: AeroPress) یک ابزار برای تهیه قهوه است که توسط اروبی به مدیریت آلن آدلر (Alan Adler) مخترع آمریکایی در سال ۲۰۰۵ اختراع شد.
قهوه حدود ۱۰–۱۵ ثانیه اشباع می‌شود (بسته به میزان درشتی قهوه خرد شده و شدت مورد نیاز) و با فشار سرنگ در سیلندر از فیلتر گذر می‌کند. فیلتر مورد استفاده شامل فیلتر اروپرس (کاغذی) یا فیلتر فلزی دیسک شکل می‌شود.
قهوه بدست آمده از نظر غلظت و طعم شبیه قهوه اسپرسو می‌شود که برای استفاده مکرر نیازمند فشار بیشتر بر روی فیلتر است، البته چندین روش برای دم آوری با این دستگاه وجود دارد.
دستگاه شامل یک فیلتر پلاستیکی دو سیلندر پلاستیکی تو در تو است
یک سیلندر به عنوان هوابند در سیلندر بزرگ‌تر مانند سرنگ قرار دارد. قهوه مورد نیاز برای این ابزار کمی درشت تر از اسپرسو آسیاب می شود. با قرار دادن سیلندر داخل دیگری و سپس فشار دادن آن، سبب استخراخ قهوه میشود

## خصوصیات

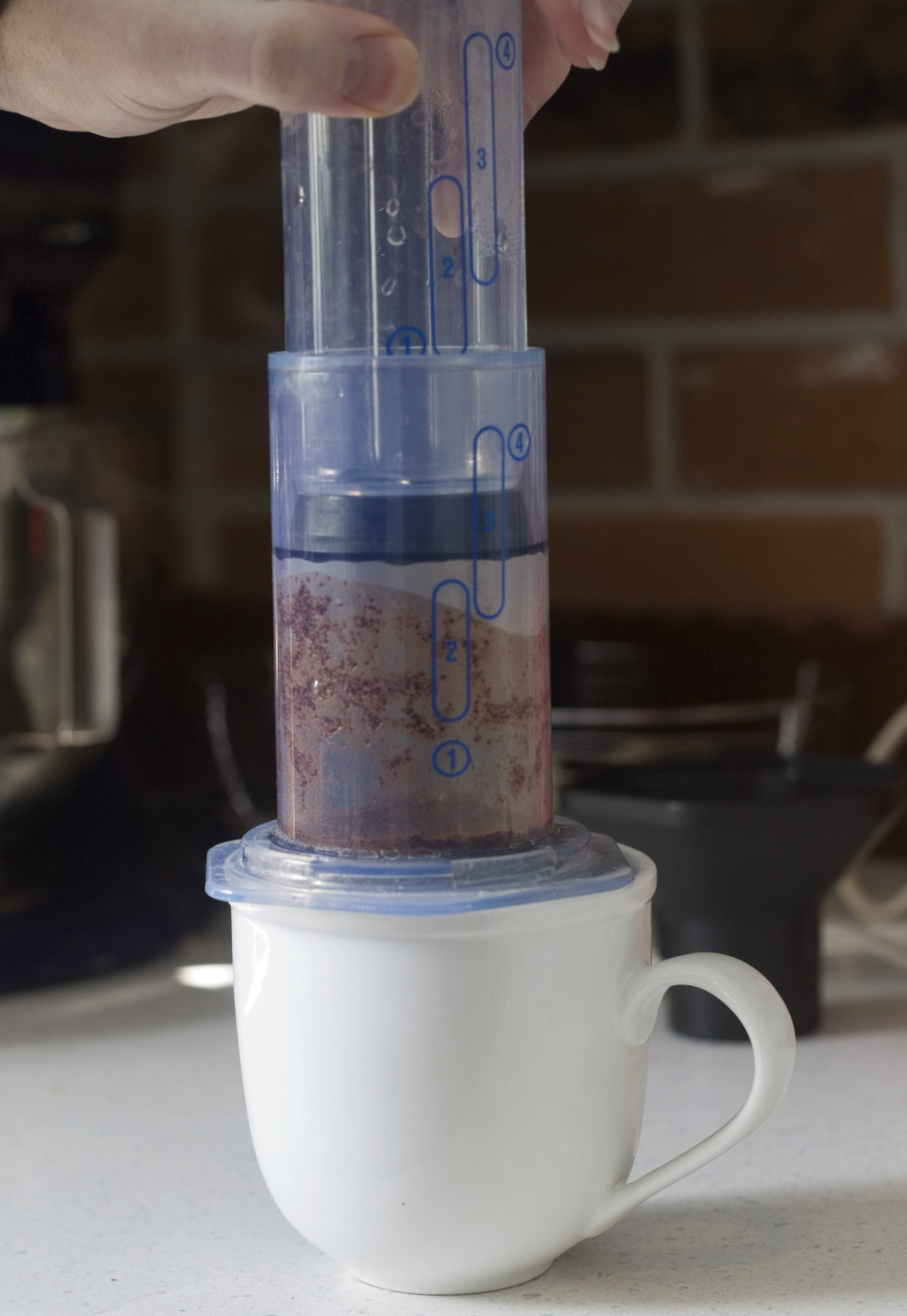
ساخت قهوه اروپرس

- طعم و غلظت مشابه با قهوه اسپرسو[۶] البته به گفته سازنده آن دستگاه، نظرات استفاده کنندگان آن متفاوت است
- پی‌اچ بالاتر از روش قهوه‌سازی به صورت ریختن یک بر روی ۵ به عنوان اسیدی[۱]
- اسیدیته (ترشی) کمتر
- روش های مختلف دم آوری
- کل روند ساخت آن ۳۰ ثانیه بیشتر زمان نمی‌برد[۱] البته روش‌های دم آوری متنوع زمان‌های بیشتری را نیازمند هست.